# Banat (cheval)
Pour les articles homonymes, voir Banat.
Le Banat est une race de chevaux de trait de format léger, originaire du plateau de Timiș, en Roumanie. Il servait essentiellement de cheval de traction, notamment pour les travaux agricoles. Il est éteint au moins depuis 1920, vraisemblablement en résultante de la progression de la motorisation des transports.

## Histoire
La race Banat tient probablement son nom de la région historique homonyme, divisée entre la Roumanie, la Serbie et la Hongrie. 
Elle provient de croisements entre les races du Nonius, du Noriker, de l'Ardennais, de l'Oldenbourg et du Lipizzan,,.
|        |
| Nonius |

|         |
| Noriker |

|           |
| Ardennais |

|            |
| Oldenbourg |

|          |
| Lipizzan |

Le Banat est indiqué comme éteint au moins depuis 1920. Il a vraisemblablement été conduit à cette extinction par la motorisation des activités agricoles, à l'instar de nombreuses autres races de chevaux de trait européennes. En effet, depuis la fin du XIXe siècle et tout au long du XXe siècle, l'amplification du commerce, notamment celui de la laine et du cuir sur les réseaux routiers, a entraîné une raréfaction des chevaux de trait en Roumanie.

## Description
Le Banat est un cheval de trait de grand format, mais sa morphologie est légère.

## Utilisations
Le Banat est essentiellement employé pour la traction. Il revêt une importance majeure auprès des habitants de sa région d'élevage, qui l'emploient notamment aux travaux d'agriculture.

## Diffusion de l'élevage

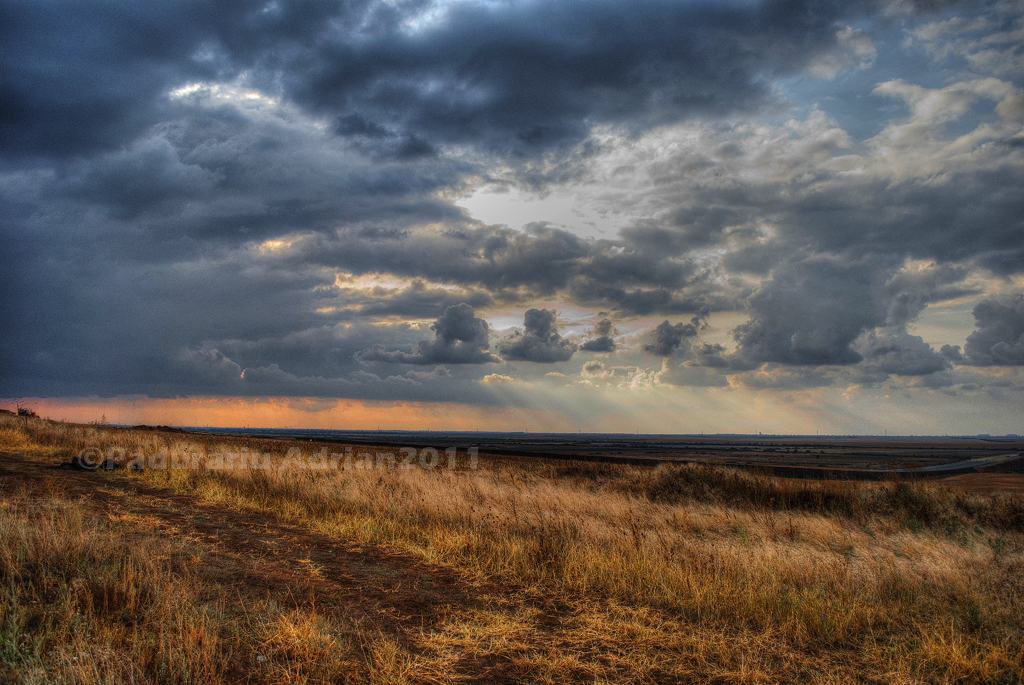
Biotope de la race Banat, dans le Județ de Timiș.

La race est indiquée comme locale, et comme native de Roumanie, dans la base de données DAD-IS. Elle était propre au plateau de Timiș,. Les données de population les plus récentes, datées de 1920 et réactualisées en 2006, indiquent un effectif nul. 
L'étude menée par l'Université d'Uppsala, publiée en août 2010 pour la FAO, signale le Banat comme race de chevaux européenne locale éteinte. Le Banat est aussi indiqué comme éteint dans la dernière édition de l'encyclopédie de CAB International (2016), dans l'encyclopédie Tous les chevaux du monde (2014) de Delachaux et Niestlé, et dans le Guide des chevaux d'Europe, paru en 2016 chez le même éditeur. La seconde édition de l'ouvrage de l'université de l'Oklahoma recensant les races de chevaux (2007) cite le Banat dans son appendix B, recensant les races de chevaux ayant existé mais non-incluses faute d'informations.